# Palmbijbel
De Palmbijbel was een nieuwe Bijbelvertaling door de Utrechtse hoogleraar Johannes van der Palm. Deze vertaling werd uitgegeven tussen 1822 en 1830. Van der Palm probeerde dicht bij de tekst van de Statenvertaling te blijven maar deze modern en begrijpelijk weer te geven. Hij koos zijn woorden zorgvuldig en droeg er zorg voor dat de vertaling bij het voorlezen ook goed klonk. Daarnaast bevatte deze Bijbeluitgave ook uitgebreide herziene kanttekeningen. De vertaling is echter minder letterlijk dan de Statenvertaling en ademt de sfeer van zijn tijd.
De Palmbijbel zou men tot op zekere hoogte een "burgerlijke" vertaling kunnen noemen: uitdrukkingen waarmee men in het Oude Testament het geslachtsleven beschrijft, worden - in tegenstelling tot de Statenvertaling - niet letterlijk vertaald. Dit bleek juist bij veel lezers in de smaak te vallen.
Van der Palm is bekender geworden met zijn "Bijbel voor de jeugd", die gezien wordt als de eerste kinderbijbel. Er is later nog een poging gedaan om de Palmbijbel opnieuw te moderniseren, omdat naar de mening van sommigen de Nieuwe Bijbelvertaling te progressief is.

## Grondtekst
Van der Palm gebruikte voor zijn vertaling van het Oude Testament de Masoretische tekst. Om bepaalde "duisterse" teksten te verduidelijken maakte Van der Palm soms gebruik van Samaritaanse Pentateuch, waarvan men in die tijd dacht dat zij op bepaalde plaatsen betrouwbaarder was dan de Masoretische tekst.. Ook maakte Van der Palm gebruik van de Septuaginta, maar heel spaarzaam. Enige waardering kon hij opbrengen voor de Arabische vertaling van het Oude Testament.
Voor zijn vertaling van het Nieuwe Testament maakte Van der Palm gebruik van de zogenaamde Textus Receptus, dezelfde brontekst die de Statenvertalers gebruikten. Er zijn wel veel plaatsen waar Van der Palm afweek van de Textus Receptus. 
Wanneer Van der Palm afweek van een gangbare brontekst, verantwoordde hij dit meestal middels een aantekening. Bij zijn besluit om het Comma Johanneum - de omstreden trinitarische toevoeging in 1 Joh. 5:7 - niet te handhaven, geeft Van der Palm een zeer uitgebreide verantwoording. Hij is het uiteindelijk eens met de tekstcritici die menen dat de tekst niet in de Bijbel thuishoort omdat zij in geen enkel oud Grieks handschrift wordt teruggevonden, maar hij doet dit naar eigen zeggen "met gemoedelijke onpartijdigheid". Als hij de arbeid van de Statenvertalers ter sprake brengt, doet hij dit met grote eerbied (hij spreekt steevast van de "vaderen"). Uit zijn aantekeningen blijkt de geringe dogmatische interesse van Van der Palm. Al met zal men Van der Palm kunnen aanduiden als een gematigd tekstcriticus, veel gematigder dan sommige van zijn tijdgenoten.

## Verwijzingen
1. ↑  "Vreeze des Heeren" in de SV wordt bij Van der Palm: "godsdienst", "bestraffing" in de SV wordt in de Palmbijbel soms weergegeven met "(heilzaam) onderricht". Het woord "hel" wordt echter weer letterlijker weergegeven met "dodenrijk" en "schimmenrijk". Hier doet Van der Palm meer recht aan de grondtekst dan de SV dat de grondtekstwoorden voor "gehenna" en "hades" steevast weergeeft met "hel".
2. 1 2  Leven en Arbeid van J. van der Palm, door: Aart de Groot, 1960, p. 220
3. 1 2  Leven en Arbeid van J. van der Palm, door: Aart de Groot, 1960, p. 212-213
4. ↑  Leven en Arbeid van J. van der Palm, door: Aart de Groot, 1960, p. 215

* De eerste editie van de Vorstermanbijbel uit 1528 werd gepresenteerd als een nieuwe geautoriseerde rechtzinnige katholieke Bijbelvertaling. Deze editie bevatte feitelijk echter nogal wat eerder gepubliceerd Middelnederlands materiaal uit het tijdperk van voor de Reformatie als ook veel uit reformatorische kringen. In latere edities waren al essentiële reformatorische passages verdwenen en sloot het aanzienlijk meer aan op de tekst van de Vulgaat.  